# Дискография Джона Леннона
В статье представлена дискография Джона Леннона, британского и американского автора песен, певца и музыканта, наиболее известного по своему участию в 1960-е в рок-группе The Beatles. Дискография включает в себя 8 студийных альбомов, 2 концертных (англ. live) альбома, 17 альбомов-сборников, 21 сингла, 3 экспериментальных альбома. Дискография студийных альбомов Леннона начинается с альбома Plastic Ono Band (1970), его первого альбома, выпущенного после распада The Beatles. Три предыдущих альбома сделаны в сотрудничестве с Йоко Оно, выпущены в 1960-е в качестве экспериментальных. Ниже дискографии приведён также перечень музыкальных видео, снятых на песни и при участии Леннона.

## Альбомы

### Студийные альбомы
| Год                                                      | Название | Высшие позиции в чартах | Высшие позиции в чартах | Высшие позиции в чартах | Высшие позиции в чартах | Высшие позиции в чартах | Высшие позиции в чартах | Высшие позиции в чартах | Высшие позиции в чартах | Высшие позиции в чартах | Высшие позиции в чартах | Сертификаты                                                  |
| Год                                                      | Название | US                      | UK                      | AUS                     | CAN                     | FRA                     | GER                     | ITA                     | JPN                     | NLD                     | NOR                     | Сертификаты                                                  |
| -------------------------------------------------------- | --- | ----------------------- | ----------------------- | ----------------------- | ----------------------- | ----------------------- | ----------------------- | ----------------------- | ----------------------- | ----------------------- | ----------------------- | ------------------------------------------------------------ |
| 1970                                                     | John Lennon/Plastic Ono Band - Лейбл: Apple - Выпущен: 11 декабря 1970                                                 | 6                       | 8                       | 3                       | 2                       | —                       | 39                      | 8                       | 5                       | 1                       | 4                       | - US: Gold                                                   |
| 1971                                                     | Imagine - Лейбл: Apple - Выпущен: 9 сентября 1971 (США) 8 октября 1971 (Великобритания)                                | 1                       | 1                       | 1                       | 2                       | 5                       | 10                      | 1                       | 1                       | 1                       | 1                       | - US: 2× Platinum                                            |
| 1972                                                     | Some Time in New York City (с Йоко Оно) - Лейбл: Apple - Выпущен: 12 июня 1972 (США) 15 сентября 1972 (Великобритания) | 48                      | 11                      | 10                      | —                       | —                       | —                       | 6                       | 15                      | —                       | 2                       |                                                              |
| 1973                                                     | Mind Games - Лейбл: Apple - Выпущен: 16 ноября 1973                                                                    | 9                       | 13                      | 8                       | 28                      | —                       | —                       | 14                      | 6                       | 7                       | 7                       | - US: Gold - UK: Gold                                        |
| 1974                                                     | Walls and Bridges - Лейбл: Apple - Выпущен: 4 октября 1974                                                             | 1                       | 6                       | 4                       | 1                       | —                       | 41                      | 11                      | 14                      | 16                      | 3                       | - US: Gold - UK: Silver                                      |
| 1975                                                     | Rock 'n' Roll - Лейбл: Apple - Выпущен: 21 февраля 1975                                                                | 6                       | 6                       | 5                       | 5                       | 3                       | 37                      | 12                      | 15                      | —                       | 9                       | - US: Gold - UK: Gold                                        |
| 1980                                                     | Double Fantasy (с Йоко Оно) - Лейбл: Geffen - Выпущен: 17 ноября 1980                                                  | 1                       | 1                       | 1                       | 1                       | 2                       | 2                       | 6                       | 2                       | 4                       | 1                       | - US: 3× Platinum - UK: Platinum - FRA: Platinum - GER: Gold |
| 1984                                                     | Milk and Honey (с Йоко Оно) - Лейбл: Polydor - Выпущен: 27 января 1984                                                 | 11                      | 3                       | 4                       | 15                      | 10                      | 20                      | 16                      | 3                       | 4                       | 7                       | - US: Gold - UK: Gold - CAN: Gold                            |
| «—» указывает, что альбом не был в соответствующем чарте | |                         |                         |                         |                         |                         |                         |                         |                         |                         |                         |                                                              |

### Экспериментальные альбомы
| Год  | Название, лейбл, дата выпуска                                                                 | Высшая позиция в чарте Billboard 200 |
| ---- | --------------------------------------------------------------------------------------------- | ------------------------------------ |
| 1968 | Unfinished Music No.1: Two Virgins (с Йоко Оно) - Лейбл: Apple - Выпущен: 29 ноября 1968      | 124                                  |
| 1969 | Unfinished Music No.2: Life with the Lions (с Йоко Оно) - Лейбл: Zapple - Выпущен: 9 мая 1969 | 174                                  |
| 1969 | Wedding Album (с Йоко Оно) - Лейбл: Apple - Выпущен: 7 ноября 1969                            | 178                                  |

### Концертные альбомы
| Год                                                      | Название                                                                      | Высшие позиции в чартах | Высшие позиции в чартах | Высшие позиции в чартах | Высшие позиции в чартах | Высшие позиции в чартах | Высшие позиции в чартах | Высшие позиции в чартах | Высшие позиции в чартах | Сертификаты (по количеству продаж) |
| Год                                                      | Название                                                                      | US                      | UK                      | AUS                     | CAN                     | FRA                     | JPN                     | NOR                     | SWE                     | Сертификаты (по количеству продаж) |
| -------------------------------------------------------- | ----------------------------------------------------------------------------- | ----------------------- | ----------------------- | ----------------------- | ----------------------- | ----------------------- | ----------------------- | ----------------------- | ----------------------- | ---------------------------------- |
| 1969                                                     | Live Peace in Toronto 1969 - Лейбл: Apple - Выпущен: 12 декабря 1969          | 10                      | —                       | 7                       | —                       | —                       | 29                      | 19                      | —                       | - US: Gold                         |
| 1986                                                     | Live in New York City - Лейбл: Parlophone, Capitol - Выпущен: 10 февраля 1986 | 41                      | 55                      | 66                      | 33                      | 33                      | 13                      | —                       | 12                      | - US: Gold                         |
| «—» указывает, что альбом не был в соответствующем чарте |                                                                               |                         |                         |                         |                         |                         |                         |                         |                         |                                    |

### Альбомы-сборники
| 1975                                                     | Shaved Fish - Лейбл: Apple - Выпущен: 24 октября 1975 | 12  | 8   | 8  | 5  | 70 | 37 | 22 | 5  | 9  | 28 | - US: Platinum - UK: Gold                                                                     |
| 1982                                                     | The John Lennon Collection - Лейбл: Parlophone, Odeon Records (некоторые страны), Geffen Records (США) - Выпущен: 1 ноября 1982 (Великобритания), 8 ноября 1982 (США) | 33  | 1   | 1  | —  | 29 | 62 | 8  | 32 | 1  | 4  | - US: 3× Multi-Platinum - UK: 3× Platinum - AUT: Gold - CAN: Gold - FRA: Platinum - NOR: Gold |
| 1986                                                     | Menlove Ave. - Лейбл: Parlophone - Выпущен: 3 ноября 1986 | 127 | —   | —  | —  | 92 | —  | 32 | —  | —  | —  |                                                                                               |
| 1988                                                     | Imagine: John Lennon (саундтрек) - Лейбл: Parlophone - Выпущен: 10 октября 1988                                                                                       | 31  | 64  | 14 | —  | —  | —  | 14 | —  | —  | —  | - US: Gold - UK: Gold - CAN: Platinum - SWI: Gold                                             |
| 1990                                                     | Lennon - Лейбл: Parlophone - Выпущен: 30 октября 1990 | —   | —   | 39 | —  | —  | —  | 53 | —  | —  | —  |                                                                                               |
| 1997                                                     | Lennon Legend: The Very Best of John Lennon - Леннон: Parlophone - Выпущен: 27 октября 1997 (Великобритания), 24 февраля 1998 (США)                                   | 65  | 3   | 37 | 5  | —  | 11 | 46 | 85 | 39 | 28 | - US: Platinum - UK: 2× Platinum - AUS: 4× Platinum - AUT: Gold - CAN: Platinum - SWI: Gold   |
| 1998                                                     | John Lennon Anthology - Лейбл: Capitol/EMI - Выпущен: 2 ноября 1998                                                                                                   | 99  | 64  | —  | —  | 86 | —  | 30 | —  | —  | —  | - US: Gold                                                                                    |
| 1998                                                     | Wonsaponatime - Лейбл: Capitol/EMI - Выпущен: 2 ноября 1998 | —   | 76  | 83 | —  | —  | —  | 57 | —  | —  | —  |                                                                                               |
| 2001                                                     | Instant Karma: All-Time Greatest Hits - Лейбл: Timeless/Traditions Alive Music - Выпущен: 1 февраля 2002                                                              | —   | —   | —  | —  | —  | —  | —  | —  | —  | —  |                                                                                               |
| 2004                                                     | Acoustic - Лейбл: Capitol/EMI - Выпущен: 1 ноября 2004 | 31  | 133 | —  | —  | —  | —  | 23 | —  | —  | —  |                                                                                               |
| 2005                                                     | Peace, Love & Truth - Лейбл: EMI - Выпущен: 4 августа 2005 | —   | —   | —  | —  | —  | —  | —  | —  | —  | —  |                                                                                               |
| 2005                                                     | Working Class Hero: The Definitive Lennon - Лейбл: Parlophone/Capitol/EMI - Выпущен: 3 октября 2005                                                                   | 135 | 11  | —  | 22 | —  | —  | 39 | 52 | 13 | 17 | - UK: Gold - CAN: Gold                                                                        |
| 2006                                                     | The U.S. vs. John Lennon (саундтрек) - Лейбл: Parlophone/EMI/Capitol - Выпущен: 25 сентября 2006                                                                      | —   | —   | —  | —  | —  | —  | —  | —  | —  | —  |                                                                                               |
| 2006                                                     | Remember (сборник для продажи в сети кафе Starbucks) - Лейбл: EMI/Starbucks - Выпущен: 2006                                                                           | 44  | —   | —  | —  | —  | —  | —  | —  | —  | —  |                                                                                               |
| 2010                                                     | Gimme Some Truth - Лейбл: Capitol - Выпущен: 5 октября 2010 | 196 | —   | —  | —  | —  | —  | 71 | —  | —  | —  |                                                                                               |
| 2010                                                     | Power to the People: The Hits - Лейбл: Capitol - Выпущен: 5 октября 2010                                                                                              | 24  | 15  | 10 | —  | 7  | 33 | 25 | 64 | —  | 33 |                                                                                               |
| 2010                                                     | John Lennon Signature Box - Лейбл: Capitol - Выпущен: 5 октября 2010                                                                                                  | 148 | —   | —  | —  | —  | 30 | 21 | 88 | —  | 40 |                                                                                               |
| «—» указывает, что альбом не был в соответствующем чарте | |     |     |    |    |    |    |    |    |    |    |                                                                                               |

## Синглы
| 1969                                                    | «Give Peace a Chance»                 | 2  | 14  | 8  | 6  | 4  | —  | —  | 81 | внеальбомный сингл           |
| 1969                                                    | «Cold Turkey»                         | 12 | 30  | 30 | 25 | —  | —  | —  | 91 | внеальбомный сингл           |
| 1970                                                    | «Instant Karma! (We All Shine On)»    | 5  | 3   | 2  | 6  | 7  | —  | 31 | 58 | внеальбомный сингл           |
| 1970                                                    | «Mother»                              | —  | 43  | 12 | 57 | 26 | —  | 3  | 30 | John Lennon/Plastic Ono Band |
| 1971                                                    | «Power to the People»                 | 6  | 11  | 4  | 21 | 7  | —  | 5  | 66 | внеальбомный сингл           |
| 1971                                                    | «Imagine»                             | 1  | 3   | 1  | 1  | —  | —  | —  | 14 | Imagine                      |
| 1971                                                    | «Happy Xmas (War Is Over)»            | 2  | —   | 43 | 9  | 45 | —  | —  | 30 | внеальбомный сингл           |
| 1972                                                    | «Woman Is the Nigger of the World»    | —  | 57  | 73 | —  | —  | —  | —  | 38 | Some Time in New York City   |
| 1973                                                    | «Mind Games»                          | 26 | 18  | 11 | 16 | 37 | —  | —  | 46 | Mind Games                   |
| 1974                                                    | «Whatever Gets You thru the Night»    | 36 | 1   | 2  | 34 | 42 | —  | —  | 72 | Walls and Bridges            |
| 1975                                                    | «#9 Dream»                            | 23 | 9   | 35 | —  | —  | —  | —  | 97 | Walls and Bridges            |
| 1975                                                    | «Stand by Me»                         | 30 | 20  | 13 | 61 | 22 | 19 | —  | 74 | Rock ’n’ Roll                |
| 1980                                                    | «(Just Like) Starting Over»           | 1  | 1   | 1  | 1  | 4  | 1  | 1  | 37 | Double Fantasy               |
| 1981                                                    | «Woman»                               | 1  | 2   | 1  | 4  | 4  | 3  | 2  | —  | Double Fantasy               |
| 1981                                                    | «Watching the Wheels»                 | 30 | 10  | 3  | 45 | 46 | 4  | 6  | —  | Double Fantasy               |
| 1982                                                    | «Love»                                | 41 | —   | —  | 94 | —  | —  | —  | 58 | The John Lennon Collection   |
| 1984                                                    | «Nobody Told Me»                      | 6  | 5   | 4  | 6  | 55 | —  | —  | —  | Milk and Honey               |
| 1984                                                    | «Borrowed Time»                       | 32 | 108 | —  | —  | —  | —  | —  | —  | Milk and Honey               |
| 1984                                                    | «I'm Stepping Out»                    | 88 | 55  | —  | —  | —  | —  | —  | —  | Milk and Honey               |
| 1984                                                    | «Every Man Has a Woman Who Loves Him» | —  | —   | —  | —  | —  | —  | —  | —  | Every Man Has a Woman        |
| 1985                                                    | «Jealous Guy»                         | 65 | 80  | —  | —  | —  | —  | —  | —  | Imagine                      |
| «—» указывает, что сингл не был в соответствующем чарте |                                       |    |     |    |    |    |    |    |    |                              |

## Музыкальные видео
| Год  | Название                    | Режиссёр       |
| ---- | --------------------------- | -------------- |
| 1969 | «Give Peace a Chance»       | Dix Buhay      |
| 1969 | «Cold Turkey»               | Lex V Picana   |
| 1970 | «Working Class Hero»        | Treb Monteras  |
| 1970 | «Mother»                    | ???            |
| 1971 | «Imagine»                   | Arvin Barayoga |
| 1971 | «Happy Xmas (War is Over)»  | ???            |
| 1973 | «Mind Games»                | ???            |
| 1975 | «Stand by Me»               | ???            |
| 1980 | «(Just Like) Starting Over» | ???            |
| 1981 | «Watching the Wheels»       | ???            |
| 1981 | «Woman»                     | ???            |
| 1982 | «Love»                      | ???            |